# Porfirio Díaz
Porfirio Díaz (teljes nevén José de la Cruz Porfirio Díaz Mori; Oaxaca de Juárez, 1830. szeptember 15. – Párizs, 1915. július 2.) Mexikó leghosszabb ideig hivatalban lévő elnöke volt. Rendszere ellen tört ki 1910-ben a mexikói forradalom, amelynek hatására 1911-ben lemondott és Európába hajózott.
Megítélése ma is ellentmondásos: vannak, akik tisztelik, mivel stabilitást és fejlődést hozott az országnak, de szerepét többnyire negatívan értékelik, mivel sokak szerint diktátor volt, az alsóbb néprétegek helyzete pedig folyamatosan romlott kormányzása idején.

## Élete

### A forradalom előtt
1830-ban született Oaxaca városában. Apját korán elvesztette, anyja nevelőintézetbe adta. Amikor 1846-ban az USA megtámadta Mexikót, önként jelentkezett katonának. A háború 1849-es vége után beiratkozott a oaxacai Tudományok és Művészetek Intézetébe, ahol jogot tanult. 1853-ban ügyvéd lett. A reformháború idején a szabadelvű csapatok oldalán harcolt, 1862-ben egy körülbelül 1000-fős katonai egységet vezetve részt vett a pueblai csatában is, de később a No reelección („Nincs újraválasztás”) jelmondattal, a Noria-terv kiadásával szembeszállt Benito Juárez elnökkel, majd Juárez halála után Sebastián Lerdo de Tejada elnökkel is a Tuxtepec-terv segítségével.
Miután 1876-ban elnök lett, korábbi jelmondatával pont ellenkezőleg cselekedett: mindannyiszor indult a választáson, és állandóan újra is választották. A korábbi, háborúktól és polgárháborúktól sújtott évtizedek után a Díaz-rendszer, az úgynevezett porfiriátus politikai stabilitást, békét, és lassú fejlődést hozott Mexikónak. 1901-ben megkapta a magyar Szent István-rend nagykeresztjét is.
Ám rendszere főként a hazai és külföldi nagybirtokosoknak és oligarcháknak kedvezett, az alsóbb rétegek lassan elszegényedtek, a parasztok földjeit pedig számos államban erőszakkal kisajátították a haciendák tulajdonosai. A nép elégedetlensége folyamatosan növekedett, a helyzetet pedig súlyosbította az 1908-as világgazdasági válság és az ugyanezen időszakban jelentkező aszály is, aminek hatására az élelmiszerárak is jelentősen megemelkedtek. Már 1906-ban és 1907-ben mutatkoztak a feszültség jelei: a cananeai bányászok sztrájkját és felkelését éppúgy véresen verték le, mint a Río Blancó-i textilmunkásokét.
1907 decemberében Díaz egy nagy visszhangot kiváltó interjút adott James Creelmannek, a Pearson’s Magazine újságírójának: az interjúban kijelentette, hogy többé nem indul az elnökválasztáson. 1910-re azonban megváltoztatta álláspontját, és mégis elindult. Fő ellenjelöltjeként Francisco Ignacio Madero lépett fel, akit azonban még a választás előtt börtönbe zártak.

### A forradalomban
Az 1910-es választást ismét Díaz nyerte, de Madero októberben megszökött börtönéből, és a texasi San Antonióban kiadta a San Luis-tervet, amelyben fegyveres felkelésre szólított fel Díaz kormánya ellen. Novemberben fegyvert fogtak az ország több államában is: kitört a mexikói forradalom. A harcok váltakozó sikerrel zajlottak, de amikor 1911 májusában Pancho Villa csapatai elfoglalták Ciudad Juárezt, Díaznak már nem maradt más választája, mint a lemondás.

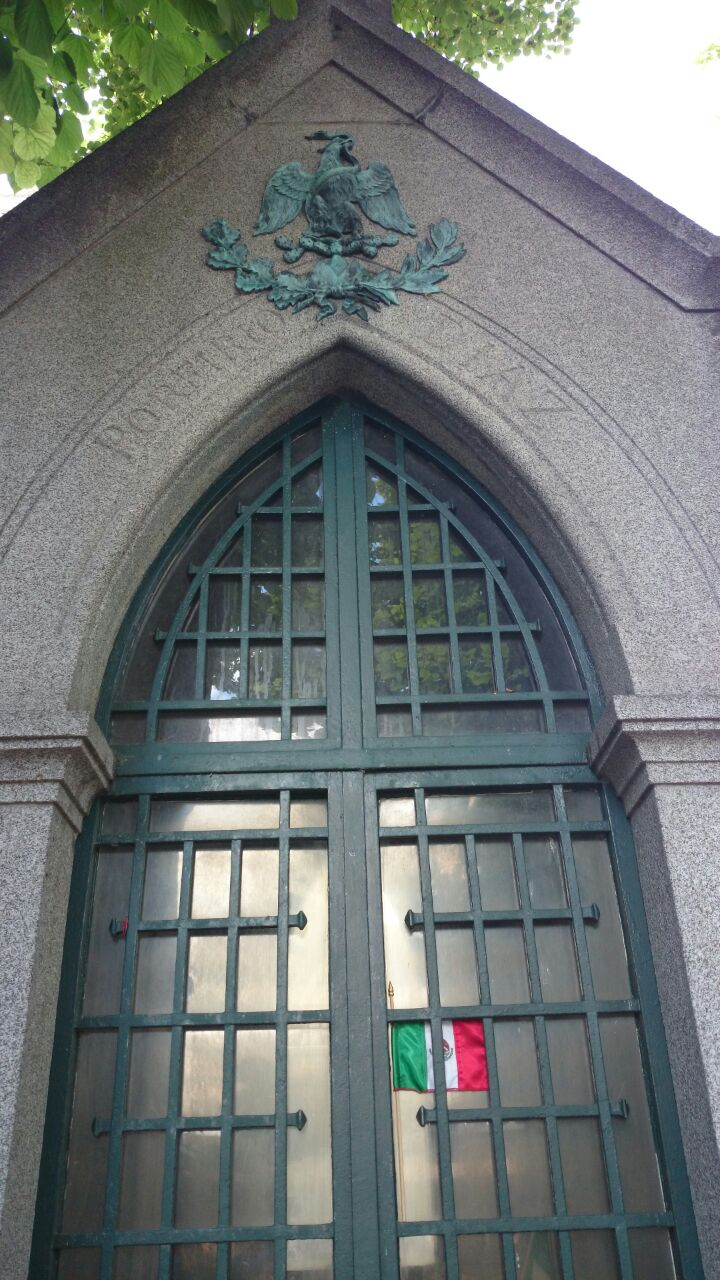
Porfirio Díaz sírja a párizsi Montparnasse-i temetőben

Az Ipiranga nevű hajón Európába utazott, és Párizsban élt (viszonylag szerény körülmények között) 1915-ben bekövetkezett haláláig.
Először a Saint Honoré d'Eylau-templomban temették el, majd 1921-ben testét áthelyezték a montparnasse-i temetőbe, ahol sírját ma is rengetegen keresik fel, többnyire tisztelői, de kritikusai is.